# عبد المجيد سحيتة
عبد المجيد سحيتة (19 يناير 1955) هو لاعب كرة قدم مغربي.

## سيرة شخصية
بدأ مسيرته في نادي الوداد بالدار البيضاء مع فرق الشباب بالنادي. ولعب أول مباراة رسمية له ضد رجاء بني ملال.
كان جزءاً من الجيل الأول لنادي الوداد الرياضي، الذي فاز معه بثلاثة ألقاب في عام 1978: البطولة المغربية وكأس العرش وكأس محمد الخامس.

## المنتخب
| التاريخ        | الفريق المضيف | الفريق الضيف     | المدينة       | النتيجة       | المنافسة                        | الأهداف |
| -------------- | ------------- | ---------------- | ------------- | ------------- | ------------------------------- | ------- |
| 12 سبتمبر 1976 | السعودية      | المغرب           | الرياض        | 0 - 2         | مباراة ودية                     |         |
| 14 أكتوبر 1976 | اليمن الجنوبي | المغرب           | دمشق          | 0 - 4         | الألعاب العربية 1976            | 1       |
| 18 أكتوبر 1976 | سوريا         | المغرب           | دمشق          | 0 - 0         | الألعاب العربية 1976            |         |
| 12 ديسمبر 1976 | المغرب        | تونس             | الدار البيضاء | 1 - 1         | تصفيات كأس العالم 1978          |         |
| 23 مارس 1977   | سوريا         | المغرب           | دمشق          | 0 - 2         | مباراة ودية                     |         |
| 27 يوليو 1977  | إيران         | المغرب           | بكين          | 1 - 1 (4 - 3) | تصنيف بطولة بكين                | 1       |
| 26 فبراير 1978 | المغرب        | الاتحاد السوفيتي | مراكش         | 2 - 3         | مباراة ودية                     |         |
| 6 مارس 1978    | المغرب        | تونس             | كوماسي        | 1 - 1         | كأس الأمم الأفريقية 1978        |         |
| 9 مارس 1978    | المغرب        | جمهورية الكونغو  | كوماسي        | 1 - 0         | كأس الأمم الأفريقية 1978        |         |
| 11 مارس 1978   | أوغندا        | المغرب           | كوماسي        | 3 - 0         | كأس الأمم الأفريقية 1978        |         |
| 18 فبراير 1979 | المغرب        | موريتانيا        | نواكشوط       | 2 - 2         | تصفيات كأس الأمم الأفريقية 1980 |         |
| 8 أبريل 1979   | المغرب        | موريتانيا        | الدار البيضاء | 4 - 1         | تصفيات كأس الأمم الأفريقية 1980 |         |
| 23 سبتمبر 1979 | مصر           | المغرب           | يوغوسلافيا    | 0 - 0         | ألعاب البحر الأبيض المتوسط 1979 |         |
| 28 أكتوبر 1979 | المغرب        | توغو             | المحمدية      | 7 - 0         | تصفيات كأس الأمم الأفريقية 1980 |         |
| 16 نوفمبر 1980 | المغرب        | زامبيا           | فاس           | 2 - 0         | تصفيات كأس العالم 1982          |         |
| 30 نوفمبر 1980 | زامبيا        | المغرب           | لوساكا        | 2 - 0 (4 - 5) | تصفيات كأس العالم 1982          |         |
| 15 فبراير 1981 | المغرب        | سوريا            | فاس           | 3 - 0         | مباراة ودية                     |         |
| 26 أبريل 1981  | المغرب        | مصر              | الدار البيضاء | 1 - 0         | تصفيات كأس العالم 1982          |         |
| 16 أغسطس 1981  | المغرب        | زامبيا           | فاس           | 2 - 1         | تصفيات كأس الأمم الأفريقية 1982 |         |

## المباريات الأولمبية
| التاريخ        | المدينة       | النتيجة | الخصم      | البطولة                         | الأهداف |
| -------------- | ------------- | ------- | ---------- | ------------------------------- | ------- |
| 23 يوليو 1977  | شنغهاي        | 0 - 4   | اليابان ب  | دورة بكين                       | 1       |
| 15 أبريل 1979  | الدار البيضاء | 1 - 0   | السنغال    | تصفيات الألعاب الأولمبية 1980   |         |
| 25 سبتمبر 1979 | زادار         | 2 - 1   | يوغوسلافيا | ألعاب البحر الأبيض المتوسط 1979 |         |
| 9 ديسمبر 1979  | الدار البيضاء | 1 - 5   | الجزائر    | تصفيات الألعاب الأولمبية 1980   |         |

## الإنجازات

### الكبار
- البطولة المغربية (4)
  - بطل: 1975، 1976، 1977، 1986

- كأس العرش (4)
  - الفائز: 1970، 1978، 1979، 1981

- كأس محمد الخامس (1)
  - الفائز: 1979

- بطولة المسيرة الخضراء (1)
  - الفائز: 1975

- بطولة مكناس الدولية (1)
  - الفائز: 1979

- محمد بنجلون تروفي (1)
  - الفائز: 1983

- بطولة الاستقلال: (1)
  - الفائز: 1983

### الشباب
- البطولة المغربية (2)
  - بطل: 1968، 1969

### الألقاب الشخصية
- أفضل لاعب في البطولة الوطنية المغربية (3)
  - الفائز: 1976، 1977، 1978